# Dinastia Mạc
A Dinastia Mạc (em vietnamita: Nhà Mạc/triều Mạc; Hán-Nôm: 茹莫/朝莫; 1527–1677), oficialmente Đại Việt (Chữ Hán :大越), foi uma dinastia vietnamita que governou um Vietnã unificado entre 1527 e 1540, e o norte do Vietnã de 1540 a 1593. A dinastia Mạc perdeu o controle sobre a capital Đông Kinh (atual Hanói) pela última vez em suas guerras contra a Dinastia Lê Posterior e os Senhores Trịnh em 1592.  Os membros subsequentes da dinastia Mạc governaram a província de Cao Bằng com o apoio direto das dinastias chinesas Ming e Qing até 1677 (com membros da dinastia Mạc aceitos como oficiais da dinastia Lê posterior a partir de 1627).

## Mạc Đăng Dung

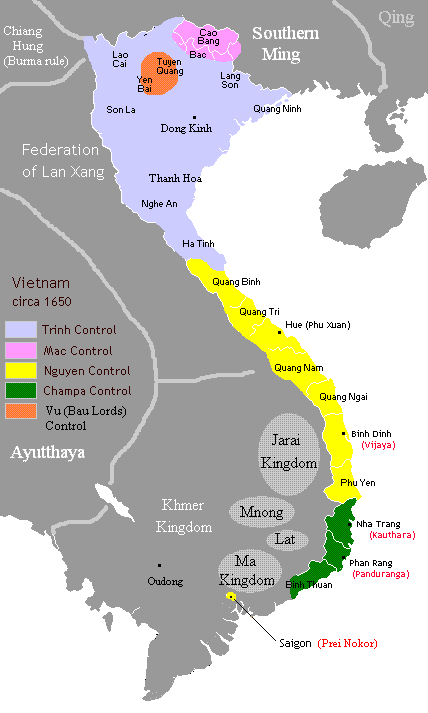
Território da dinastia Mạc em 1640 após perder para a dinastia Lê em 1597

O fundador da dinastia Mạc era descendente do famoso estudioso da dinastia Trần, Mạc Đĩnh Chi.   Mạc Đăng Dung decidiu entrar para o exército e ascendeu na hierarquia até se tornar o general sênior do exército da dinastia Lê. Mais tarde, ele tomou o poder e governou o Vietnã de 1527 até sua morte em 1541. 

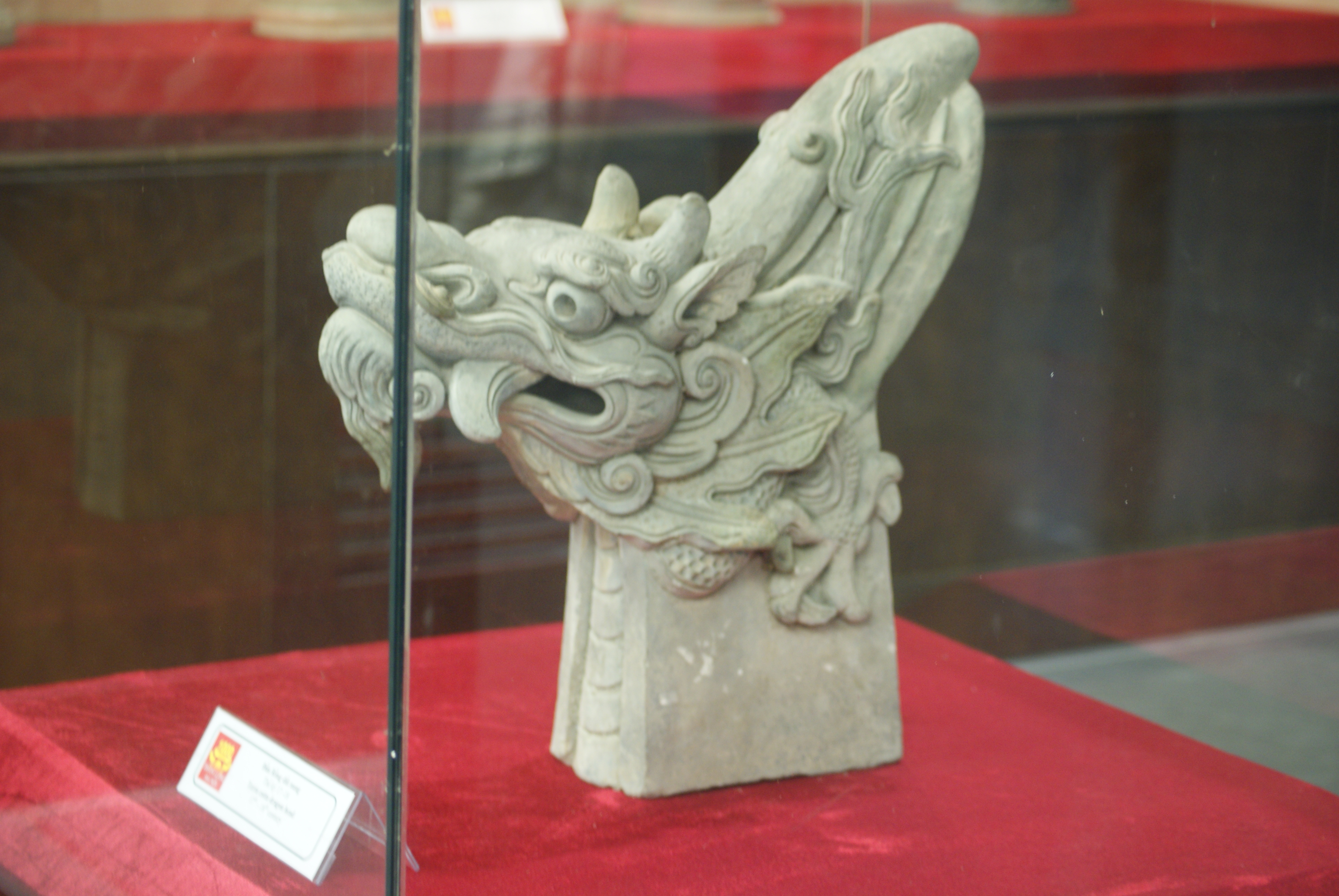
Cabeça de dragão da dinastia Mac, pedra

Mạc Đăng Dung começou como guarda-costas de Lê Uy Mục, o impopular Imperador Lê, por volta de 1506. Com o tempo, apesar da morte de vários imperadores, Mạc Đăng Dung aumentou seu poder e ganhou muitos apoiadores. No entanto, ele também ganhou a inimizade de outros rivais pelo poder. 
Após uma série de crises políticas que fizeram com que tanto Lê Uy Mục quanto seu sucessor Lê Tương Dực fossem assassinados, Mạc Đăng Dung continuou a ganhar poder e posição nas forças armadas. Com a entronização do jovem imperador Lê Chiêu Tông em 1516, uma disputa pelo poder na corte atingiu o nível de uma guerra civil. De 1516 a 1520, os senhores da guerra de Nguyễn Hoàng Dụ e Trịnh Duy Sản, Nguyễn Kính e Trần Cao lutaram pelo poder. Mạc Đăng Dung inicialmente liderou as forças leais ao Rei Lê Chiêu Tông contra os senhores da guerra, ele eventualmente derrotou os senhores da guerra e ganhou poder suficiente para forçar Lê Chiêu Tông a abdicar em 1522 e instalar o imperador fantoche Lê Cung Hoàng no trono. Lê Chiêu Tông fugiu da corte com o apoio do senhor da guerra Trịnh Tuy para Thanh Hóa, onde lutou contra Mạc Đăng Dung até ser derrotado e capturado em 1526. 
Em 1527, Mạc Đăng Dung removeu Lê Cung Hoàng e proclamou-se imperador da nova dinastia Mạc sob o título de Minh Đức. A usurpação não foi bem recebida pelos funcionários confucionistas do governo. Alguns foram mortos, outros fugiram para se juntar a uma nova revolta contra os imperadores Mạc. 
Uma nova revolta foi liderada por Nguyễn Kim (pai de Nguyễn Hoàng, o primeiro dos senhores Nguyễn que mais tarde governou o sul do Vietnã) e seu subordinado e genro Trịnh Kiểm (o primeiro dos senhores Trịnh que mais tarde governou Đàng Ngoài). Eles instalaram Lê Trang Tông como imperador da Dinastia Lê Restaurada e construíram sua base nas províncias de Thanh Hóa e Nghệ An para resistir contra Mạc Đăng Dung. Ambos os lados tentaram atrair aliados, principalmente a dinastia Ming, mas também o rei Phothisarat I de Lan Xang (atual Laos). Mạc Đăng Dung, por meio de diplomacia submissa e subornos maciços, convenceu os Ming a não atacar em 1528. Um ano depois, ele abdicou de sua posição como Imperador em favor de seu filho, Mạc Đăng Doanh. No entanto, isso foi feito apenas para solidificar a posição de seu filho, Mạc Đăng Dung continuou a governar com o título de Imperador Sênior (Thái thượng hoàng). 

## Restauração dos Lê

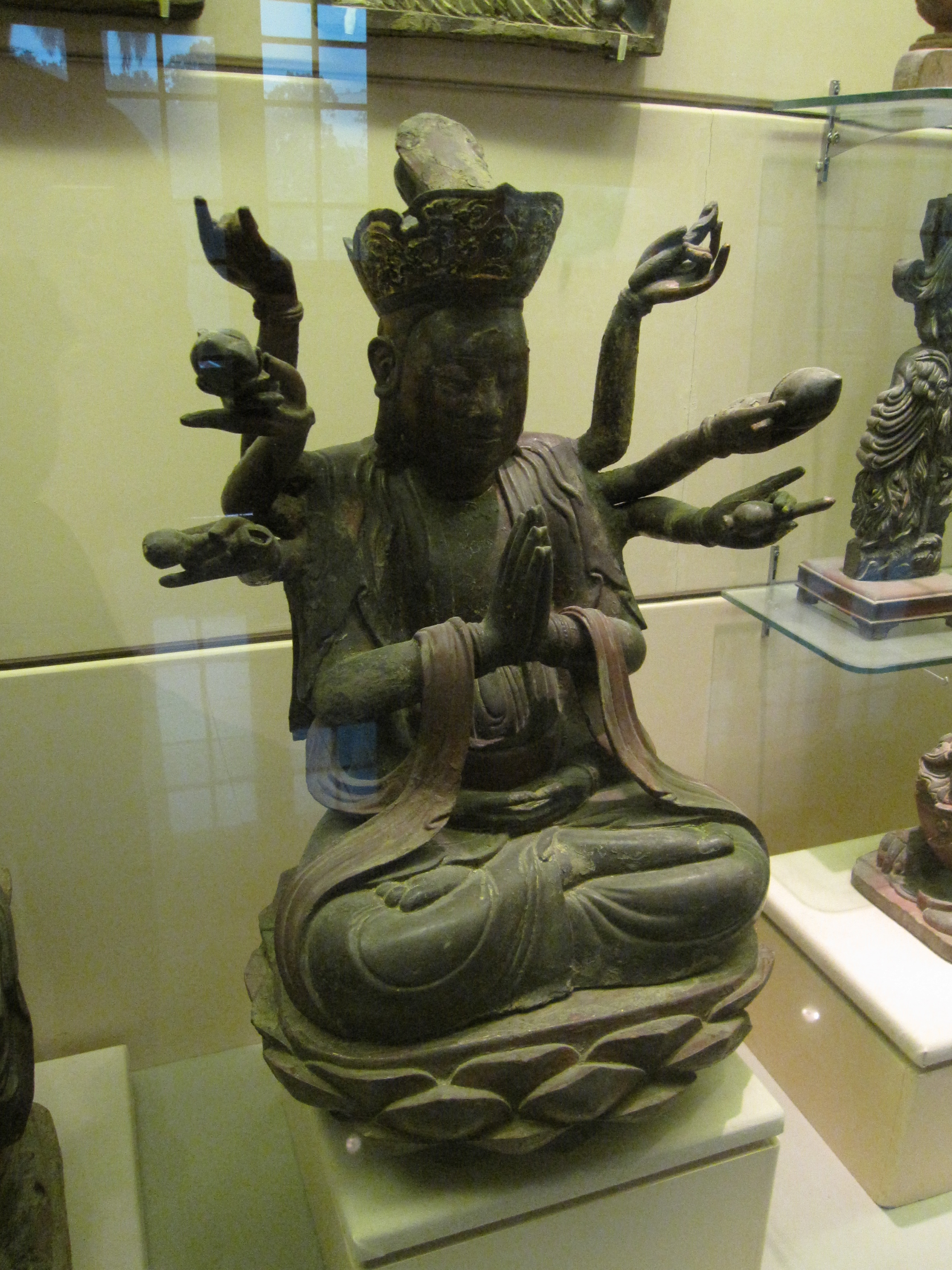
Estátua do Bodhisattva Avalokiteshvara, madeira carmesim e dourada (século XVI)

A revolta dos Lê Renascentistas no sul ganhou força e, nos três anos seguintes, todas as províncias ao sul do Rio Vermelho foram capturadas pelos exércitos Lê. Em 1533, a figura de proa do Imperador Lê, Lê Trang Tông, foi oficialmente coroada no recapturado castelo Tây Đô. Isso marcou o início da era das dinastias do Sul e do Norte. Os Lê e Mạc continuariam a longa guerra civil pelos próximos 40 anos. 
Em 1540, Mạc Đăng Doanh morreu e Mạc Đăng Dung recuperou o trono. A dinastia Ming ameaçou Mạc Đăng Dung com uma invasão de 110.000 homens prontos para invadir o Vietnã a partir de Guangxi. Mac cedeu à pressão chinesa e cumpriu as amargas exigências Ming, incluindo rastejar descalço na frente dos oficiais chineses, ceder terras à China, rebaixar seu status de Imperador para Governador (Đô thống sứ都統使) e entregar documentos oficiais, como registros fiscais, aos Ming.  A posição oficial Ming era que os Mạc deveriam governar a metade norte do Vietnã, enquanto os Lê deveriam governar a metade sul (em outras palavras, abaixo do Rio Vermelho). Os Nguyễn e os Trịnh recusaram-se a aceitar esta divisão do país e a guerra continuou. 
Em 1541, Mạc Đăng Dung morreu e foi sucedido por seu neto Mạc Phúc Hải.

## 1541–92: Guerras Lê–Mạc
Mạc Phúc Hải governou apenas por seis anos antes de morrer devido a uma doença. Durante seu governo, ele foi derrotado pelo exército Trịnh e perdeu mais territórios. Ele foi sucedido por Mạc Phúc Nguyên (governou de 1546 a 1561), que teve que lutar contra seu tio Mạc Chính Trung para entronizar. Em 1561, ele morreu por causa da varíola. 
Mạc Mậu Hợp sucedeu ao trono e governou de 1562 a 1592. Ele foi o último governante Mạc significativo. Em 1572, a capital foi capturada pelo exército Trịnh, mas ele a recapturou um ano depois. Então, em 1592, Trịnh Tùng desencadeou uma invasão massiva do norte e conquistou Hanói junto com o resto das províncias do norte. Mạc Mậu Hợp foi capturado durante a retirada e foi cortado em pedaços ao longo de três dias. Os Mạc perderam o controle sobre a maior parte do norte do Vietnã, mantendo apenas áreas dentro e ao redor da província de Cao Bằng sob a proteção formal do exército Ming. 

## 1592–1677: retirada para Cao Bằng e declínio
Em 1592, o novo líder Mạc foi Mạc Kính Chỉ. Ele conseguiu reunir um grande exército que derrotou o exército de Trịnh Tùng, mas um ano depois, ele e seu exército foram exterminados por um novo exército Trịnh sob o comando de Trịnh Tùng. Mais tarde, seu irmão Mạc Kính Cung retirou-se para a província de Cao Bằng e governou por mais de trinta anos (1593–1625). Baseado em Van Ninh (província de Quảng Ninh), o exército Mạc realizou muitos ataques contra Trịnh. Os Trịnh solicitaram e receberam ajuda dos Nguyễn e o exército conjunto (com Nguyễn Hoàng) derrotou os Mạc. 
Em 1598, outra comissão oficial Ming declarou os Mạc como governantes da província de Cao Bằng e, assim, os governantes Mạc permaneceram nesta área protegida, ocasionalmente lançando ataques ao Vietnã controlado por Trịnh. 
Em 1627, o exército Lê atacou Cao Bằng, o governante Mạc Mạc Kính Khoan teve que se render e aceitar o título Lê de Thông quốc công, reduzindo o reino Mạc a um ducado sob a dinastia Lê. 
Após a queda dos Ming do Sul, a dinastia Qing tornou-se mediadora no conflito Lê-Mạc, recebendo tributos de ambos os lados.   O Imperador Kangxi tentou negociar a paz entre os dois estados.  Depois que os Lê atacaram e ganharam o controle da província de Cao Bằng sem a permissão dos Qing, o imperador Kangxi exigiu em 1667 que Trịnh Tạc devolvesse a província de Cao Bằng aos Mạc.  Em 1673, os Qing perderam o interesse em mediar o conflito em nome dos Mạc.  Em 1677, a Revolta dos Três Feudatários no sul da China levou os Qing a pedirem ajuda aos Lê, que acusaram os Mạc de se juntarem aos rebeldes.  O Imperador Kangxi e seus conselheiros concordaram em prender Mạc Kính Vũ enquanto ele fugia para Guangxi, China, levando ao fim da dinastia Mạc. 

## Relações com a China Ming e Qing
A dinastia Lê manteve uma relação tributária com a dinastia Ming em troca de reconhecimento e proteção militar.    Como parte de sua relação tributária, os Ming forneceram apoio militar externo ao estado Lê contra os Mạc a partir de 1537.  Após a rendição dos Mạc aos Ming em 1540, a corte Ming revogou cerimonialmente o estatuto da dinastia Lê como um reino independente e reclassificou-a como um dutongshisi: uma categoria apenas ligeiramente superior à de uma chefia.  Depois de 1540, os Ming receberam tributos tanto da dinastia Lê como da Mạc, uma situação que continuou até ao fim da dinastia Ming do Sul, altura em que ambos os lados se tornaram estados tributários da dinastia Qing.  